# ドン全大軍

ドン全大軍
Всевеликое Войско Донское

国の標語: Всколыхнулся, взволновался православный
Тихий Дон

ドン共和国（ロシア語: Донская Республика ）、またはドン全大軍（ ロシア語: Всевеликое Войско Донское ）は、ロシア帝国崩壊後のロシア内戦中に構成された、反ボリシェヴィキ国家。これらのどちらの名前も1990年代に作られたもの。1918年5月18日、クルークと呼ばれたドン・コサックの会議に独立が宣言された。この出来事の後、5月10日、ドン・ソビエト共和国はドン軍管州から一掃された。
ドン共和国はドン地域を領土とし、ノヴォチェルカースクを首都とすることを宣言した。ドン共和国の行政は現代のロシアのロストフ州とヴォルゴグラード州地域、ウクライナのルハンシク州とドネツィク州地域にまたがって10の管区（オークルク）に分かれていた。しかし、内戦で赤軍に敗北し、白軍が敗色濃厚になると、この国は消滅した。ドン・コサックは離散し、トルコや他国、あるいは他の地域へと敗走していった。
1991年10月のソビエト連邦の崩壊に至る過程で、ドン・コサック共和国はノヴォチェルカースクを首都としてロシア連邦に従属する共和国として宣言された。1991年11月、新しく宣言された南ロシア・コサック共和国連合に従属すると宣言された。しかしながら、これらの政治はいずれも承認されず、彼らに宣言された領域はロシア連邦に併合された。
現在はViktor Vodolatskiyに率いられ、会員数は親族を除いても約13万5千人を数えている。いくつかの出典によると、ウクライナにはNikolai Kozytsynに率いられ、登録されたいくつかの名前の非政府組織がある。